# Ryan Tunnicliffe
Ryan Tunnicliffe (sinh ngày 30 tháng 12 năm 1992) là một cầu thủ bóng đá người Anh thi đấu ở vị trí tiền vệ trung tâm hoặc tiền vệ phải.